# Giulianova Calcio 1987-1988
Questa pagina raccoglie le informazioni riguardanti il Giulianova Calcio nelle competizioni ufficiali della stagione 1987-1988.

## Rosa
| N. |                   | Ruolo | Calciatore              |
| -- | ----------------- | ----- | ----------------------- |
|    | Italia (bandiera) | A     | Massimo Arancio         |
|    | Italia (bandiera) | D     | Lino Ciarrocchi         |
|    | Italia (bandiera) | D     | Eros Cicconi            |
|    | Italia (bandiera) | C     | Maurizio D'Aurelio      |
|    | Italia (bandiera) | D     | Andrea De Angelis       |
|    | Italia (bandiera) | A     | Dario Di Giannatale     |
|    | Italia (bandiera) | A     | Bartolomeo Di Michele   |
|    | Italia (bandiera) | A     | Stefano Fornaro         |
|    | Italia (bandiera) | C     | Marco Giampaolo (I)     |
|    | Italia (bandiera) |       | Federico Giampaolo (II) |
|    | Italia (bandiera) | D     | Ivo Iaconi              |

| N. |                   | Ruolo | Calciatore         |
| -- | ----------------- | ----- | ------------------ |
|    | Italia (bandiera) | A     | Giulio Palazzese   |
|    | Italia (bandiera) | A     | Walter Piccioni    |
|    | Italia (bandiera) | P     | Fabrizio Pisano    |
|    | Italia (bandiera) | C     | Roberto Ruffini    |
|    | Italia (bandiera) | D     | Claudio Simoni     |
|    | Italia (bandiera) | C     | Tullio Tinti       |
|    | Italia (bandiera) | D     | Giuseppe Tortorici |
|    | Italia (bandiera) | D     | Maurizio Tribuiani |
|    | Italia (bandiera) | P     | Emilio Tuccella    |
|    | Italia (bandiera) | C     | Luigi Voltattorni  |

## Risultati

### Campionato

#### Girone di andata
| 20 settembre 1987 1ª giornata | Riccione | 2 – 0 | Giulianova |  |

| 27 settembre 1987 2ª giornata | Giulianova | 2 – 0 | Angizia Luco |  |

| 4 ottobre 1987 3ª giornata | Fidelis Andria | 1 – 1 | Giulianova |  |

| 11 ottobre 1987 4ª giornata | Giulianova | 1 – 0 | Ravenna |  |

| 18 ottobre 1987 5ª giornata | Perugia | 1 – 1 | Giulianova |  |

| 25 ottobre 1987 6ª giornata | Celano | 1 – 0 | Giulianova |  |

| 1º novembre 1987 7ª giornata | Giulianova | 1 – 1 | Bisceglie |  |

| 8 novembre 1987 8ª giornata | Casarano | 1 – 0 | Giulianova |  |

| 15 novembre 1987 9ª giornata | Giulianova | 1 – 2 | Ternana |  |

| 22 novembre 1987 10ª giornata | Pro Italia Galatina | 2 – 2 | Giulianova |  |

| 29 novembre 1987 11ª giornata | Giulianova | 0 – 0 | Forlì |  |

| 6 dicembre 1987 12ª giornata | Chieti | 3 – 2 | Giulianova |  |

| 13 dicembre 1987 13ª giornata | Giulianova | 0 – 0 | Lanciano |  |

| 20 dicembre 1987 14ª giornata | Giulianova | 1 – 1 | Martina |  |

| 3 gennaio 1988 15ª giornata | Gubbio | 1 – 2 | Giulianova |  |

| 10 gennaio 1988 16ª giornata | Giulianova | 0 – 0 | Civitanovese |  |

| 17 gennaio 1987 17ª giornata | Jesi | 1 – 0 | Giulianova |  |

#### Girone di ritorno
| 24 gennaio 1988 18ª giornata | Giulianova | 3 – 2 | Riccione |  |

| 31 gennaio 1988 19ª giornata | Luco | 1 – 1 | Giulianova |  |

| 7 febbraio 1988 20ª giornata | Giulianova | 0 – 2 | Fidelis Andria |  |

| 21 febbraio 1988 21ª giornata | Ravenna | 3 – 0 | Giulianova |  |

| 28 febbraio 1988 22ª giornata | Giulianova | 0 – 0 | Perugia |  |

| 6 marzo 1988 23ª giornata | Giulianova | 3 – 1 | Celano |  |

| 13 marzo 1988 24ª giornata | Bisceglie | 3 – 0 | Giulianova |  |

| 20 marzo 1988 25ª giornata | Giulianova | 1 – 2 | Casarano |  |

| 2 aprile 1988 26ª giornata | Ternana | 2 – 0 | Giulianova |  |

| 16 aprile 1988 27ª giornata | Giulianova | 4 – 2 | Pro Italia Galatina |  |

| 17 aprile 1988 28ª giornata | Forlì | 0 – 0 | Giulianova |  |

| 24 aprile 1988 29ª giornata | Giulianova | 2 – 1 | Chieti |  |

| 8 maggio 1988 30ª giornata | Lanciano | 3 – 1 | Giulianova |  |

| 15 maggio 1988 31ª giornata | Martina | 1 – 1 | Giulianova |  |

| 22 maggio 1988 32ª giornata | Giulianova | 1 – 0 | Gubbio |  |

| 29 maggio 1988 33ª giornata | Civitanovese | 1 – 0 | Giulianova |  |

| 5 giugno 1988 34ª giornata | Giulianova | 2 – 2 | Jesi |  |

### Coppa Italia Serie C

#### Fase eliminatoria a gironi
| 23 agosto 1987 1ª giornata - Girone N | Ternana | 0 – 0 (3-2 dcr) | Giulianova |  |

| 26 agosto 1987 2ª giornata - Girone N | Giulianova | 0 – 0 (3-2 dcr) | Teramo |  |

| 30 agosto 1987 3ª giornata - Girone N | Perugia | 1 – 0 | Giulianova |  |

| 2 settembre 1987 4ª giornata - Girone N | Giulianova | 2 – 1 | Ternana |  |

| 6 settembre 1987 5ª giornata - Girone N | Teramo | 1 – 0 | Giulianova |  |

| 13 settembre 1987 6ª giornata - Girone N | Giulianova | 1 – 3 | Perugia |  |